# Seleção Nigeriana de Basquetebol
A Seleção Nigeriana de Basquetebol é a equipe que representa a Nigéria em competições internacionais. Atualmente ocupa a 26ª posição no Ranking da FIBA e é mantida pela Federação Nigeriana de Basquetebol.